# Gran Premio di San Marino 2002
Il Gran Premio di San Marino 2002 è stato un Gran Premio di Formula 1 disputato il 14 aprile 2002 all'Autodromo Enzo e Dino Ferrari di Imola. La gara fu vinta da Michael Schumacher su Ferrari, davanti al compagno di squadra Rubens Barrichello e al fratello Ralf Schumacher su Williams - BMW.

## Vigilia

### Aspetti tecnici
L'attenzione delle scuderie fu concentrata principalmente sui freni, impegnati severamente sul circuito imolese, ma la pioggia caduta a intermittenza durante le sessioni di prove libere del venerdì non consentì di effettuare molte sperimentazioni per quanto riguardava i materiali. Furono invece provate da molte scuderie delle prese d'aria di dimensioni maggiorate per migliorare il raffreddamento dei dischi.
La Ferrari portò in gara quattro esemplari della nuova F2002, destinandone uno anche a Barrichello, che nella gara precedente aveva gareggiato con la versione B della vecchia F2001. La McLaren, invece, introdusse una nuova sospensione posteriore, pensata per sfruttare al meglio gli pneumatici Michelin. La Jordan introdusse un profilo alare supplementare sul roll bar, mentre Honda e Toyota portarono in pista delle versioni evolute dei propri propulsori.

## Prove libere

### Risultati
Nella prima sessione di prove di venerdì i risultati furono i seguenti:
| Pos | No | Pilota               | Costruttore    | Tempo    |
| --- | -- | -------------------- | -------------- | -------- |
| 1   | 1  | Michael Schumacher   | Ferrari        | 1'37"486 |
| 2   | 9  | Giancarlo Fisichella | Jordan - Honda | 1'38"093 |
| 3   | 2  | Rubens Barrichello   | Ferrari        | 1'38"274 |

Nella seconda sessione di prove di venerdì i risultati furono i seguenti:
| Pos | No | Pilota             | Costruttore        | Tempo    |
| --- | -- | ------------------ | ------------------ | -------- |
| 1   | 1  | Michael Schumacher | Ferrari            | 1'36"898 |
| 2   | 2  | Rubens Barrichello | Ferrari            | 1'37"094 |
| 3   | 3  | David Coulthard    | McLaren - Mercedes | 1'38"747 |

Nella sessione di prove di sabato mattina i risultati furono i seguenti:
| Pos | No | Pilota             | Costruttore        | Tempo    |
| --- | -- | ------------------ | ------------------ | -------- |
| 1   | 1  | Michael Schumacher | Ferrari            | 1'23"046 |
| 2   | 3  | David Coulthard    | McLaren - Mercedes | 1'23"550 |
| 3   | 2  | Rubens Barrichello | Ferrari            | 1'23"675 |

## Qualifiche

### Resoconto
La lotta per la pole position fu ristretta ai due piloti della Ferrari, con Michael Schumacher che riuscì a far segnare un tempo migliore di Barrichello solo al suo ultimo tentativo, battendolo per 64 millesimi di secondo. Alle loro spalle si piazzarono le due Williams e le due McLaren: Ralf Schumacher, terzo in classifica, precedette nell'ordine Montoya, Räikkönen e Coulthard, questi ultimi staccati di oltre un secondo dal primo tempo.
Heidfeld fece segnare il settimo tempo, davanti a Trulli, Button e Villeneuve, per la prima volta in stagione tra i primi dieci in qualifica. Le Jaguar rimasero relegate nelle ultime file, piazzando Irvine in diciottesima posizione e de la Rosa in ventunesima. Yoong, in fondo alla lista dei tempi per tutto il week-end, non riuscì a qualificarsi per la gara, facendo segnare un tempo superiore al 107% di quello ottenuto da Schumacher e accusando un distacco di oltre due secondi dal compagno di squadra Webber. Diversamente da quanto accaduto per Sato nel Gran Premio d'Australia, il malese non fu riammesso alla gara dai commissari per via dei pesanti distacchi accusati anche nelle prove libere.

### Risultati
| Pos                         | No | Pilota                | Costruttore        | Pneumatici | Tempo    | Distacco |
| --------------------------- | -- | --------------------- | ------------------ | ---------- | -------- | -------- |
| 1                           | 1  | Michael Schumacher    | Ferrari            | B          | 1'21"091 |          |
| 2                           | 2  | Rubens Barrichello    | Ferrari            | B          | 1'21"155 | +0"064   |
| 3                           | 5  | Ralf Schumacher       | Williams - BMW     | M          | 1'21"473 | +0"382   |
| 4                           | 6  | Juan Pablo Montoya    | Williams - BMW     | M          | 1'21"605 | +0"514   |
| 5                           | 4  | Kimi Räikkönen        | McLaren - Mercedes | M          | 1'22"104 | +1"013   |
| 6                           | 3  | David Coulthard       | McLaren - Mercedes | M          | 1'22"490 | +1"399   |
| 7                           | 7  | Nick Heidfeld         | Sauber - Petronas  | B          | 1'22"767 | +1"678   |
| 8                           | 14 | Jarno Trulli          | Renault            | M          | 1'22"833 | +1"742   |
| 9                           | 15 | Jenson Button         | Renault            | M          | 1'22"857 | +1"766   |
| 10                          | 11 | Jacques Villeneuve    | BAR - Honda        | B          | 1'23"116 | +2"025   |
| 11                          | 8  | Felipe Massa          | Sauber - Petronas  | B          | 1'23"681 | +2"590   |
| 12                          | 12 | Olivier Panis         | BAR - Honda        | B          | 1'23"821 | +2"730   |
| 13                          | 20 | Heinz-Harald Frentzen | Arrows - Cosworth  | B          | 1'23"862 | +2"771   |
| 14                          | 10 | Takuma Satō           | Jordan - Honda     | B          | 1'24"050 | +2"959   |
| 15                          | 9  | Giancarlo Fisichella  | Jordan - Honda     | B          | 1'24"253 | +3"162   |
| 16                          | 24 | Mika Salo             | Toyota             | M          | 1'24"328 | +3"237   |
| 17                          | 25 | Allan McNish          | Toyota             | M          | 1'24"331 | +2"240   |
| 18                          | 16 | Eddie Irvine          | Jaguar - Ford      | M          | 1'24"579 | +3"488   |
| 19                          | 23 | Mark Webber           | Minardi - Asiatech | M          | 1'24"790 | +3"699   |
| 20                          | 21 | Enrique Bernoldi      | Arrows - Cosworth  | B          | 1'24"808 | +3"717   |
| 21                          | 17 | Pedro de la Rosa      | Jaguar - Ford      | M          | 1'24"852 | +3"761   |
| Tempo limite 107%: 1:26,767 |    |                       |                    |            |          |          |
| NQ                          | 22 | Alex Yoong            | Minardi - Asiatech | M          | 1'27"241 | +6"150   |

## Warm up

### Risultati
Nel warm up di domenica mattina i migliori tempi furono i seguenti:
| Pos | No | Pilota             | Costruttore    | Tempo    |
| --- | -- | ------------------ | -------------- | -------- |
| 1   | 2  | Rubens Barrichello | Ferrari        | 1'25"483 |
| 2   | 1  | Michael Schumacher | Ferrari        | 1'25"906 |
| 3   | 6  | Juan Pablo Montoya | Williams - BMW | 1'26"116 |

## Gara

### Resoconto
Al via sulla Toyota di McNish si ruppe la trasmissione e il pilota scozzese fu costretto al ritiro. In testa alla corsa Michael Schumacher mantenne la prima posizione, mentre Barrichello fu sopravanzato da Ralf Schumacher. Montoya conservò il quarto posto, precedendo le due McLaren di Räikkönen e Coulthard, le due Renault di Trulli e Button e Heidfeld. Sin dalle prime tornate Schumacher si dimostrò inavvicinabile per i rivali, guadagnando in media quasi un secondo al giro sul fratello. Fatta eccezione per il ritiro di Sato, dovuto alla rottura del cambio, e per il sorpasso di Bernoldi su Salo per il quattordicesimo posto, non vi furono scambi di posizione fino alla prima serie di soste ai box, aperta da Heidfeld al 16º giro. Il pilota tedesco aveva anticipato il primo pit stop nel tentativo di avere la meglio sui piloti della Renault, ma la sua mossa fu vanificata da un guasto all'impianto di rifornimento, che lo costrinse a ripetere l'operazione un giro più tardi. Nel farlo Heidfeld superò il limite di velocità nella corsia box, ricevendo una penalità che ne compromise definitivamente la gara.
Nelle prime posizioni non vi furono ulteriori cambiamenti fino al trentesimo passaggio, quando Räikkönen effettuò la sua prima sosta ai box. Una tornata più tardi rifornirono anche i fratelli Schumacher, mentre Barrichello si fermò ai box al trentaduesimo giro, rientrando in pista davanti a Ralf Schumacher. Le prime quattro posizioni rimasero invariate fino al termine della gara, con Schumacher che vinse davanti a Barrichello, Ralf Schumacher e Montoya. Alle spalle del colombiano si piazzò Button, che, dopo aver sopravanzato il compagno di squadra Trulli (rallentato da noie al cambio), ebbe la meglio su Coulthard durante la seconda serie di soste ai box. Il pilota scozzese, doppiato da Schumacher, tagliò il traguardo in sesta posizione con l'unica McLaren giunta a fine gara, mentre il suo compagno di squadra fu richiamato ai box dalla scuderia per precauzione, poiché la rottura di uno scarico metteva a rischio anche la sospensione posteriore.

### Risultati
| Pos      | No | Pilota                | Costruttore        | Pneumatici | Giri | Tempo/Ritiro e posizione al ritiro | Partenza | Punti |
| -------- | -- | --------------------- | ------------------ | ---------- | ---- | ---------------------------------- | -------- | ----- |
| 1        | 1  | Michael Schumacher    | Ferrari            | B          | 62   | 1h29'10"789                        | 1        | 10    |
| 2        | 2  | Rubens Barrichello    | Ferrari            | B          | 62   | +17"907                            | 2        | 6     |
| 3        | 5  | Ralf Schumacher       | Williams - BMW     | M          | 62   | +19"755                            | 3        | 4     |
| 4        | 6  | Juan Pablo Montoya    | Williams - BMW     | M          | 62   | +44"725                            | 4        | 3     |
| 5        | 15 | Jenson Button         | Renault            | M          | 62   | +1'23"395                          | 9        | 2     |
| 6        | 3  | David Coulthard       | McLaren - Mercedes | M          | 61   | +1 giro                            | 6        | 1     |
| 7        | 11 | Jacques Villeneuve    | BAR - Honda        | B          | 61   | +1 giro                            | 10       |       |
| 8        | 8  | Felipe Massa          | Sauber - Petronas  | B          | 61   | +1 giro                            | 11       |       |
| 9        | 14 | Jarno Trulli          | Renault            | M          | 61   | +1 giro                            | 8        |       |
| 10       | 7  | Nick Heidfeld         | Sauber - Petronas  | B          | 61   | +1 giro                            | 7        |       |
| 11       | 23 | Mark Webber           | Minardi - Asiatech | M          | 60   | +2 giri                            | 19       |       |
| Ritirato | 21 | Enrique Bernoldi      | Arrows - Cosworth  | B          | 50   | Elettronica (11°)                  | 20       |       |
| Ritirato | 16 | Eddie Irvine          | Jaguar - Ford      | M          | 45   | Semiasse (12°)                     | 18       |       |
| Ritirato | 4  | Kimi Räikkönen        | McLaren - Mercedes | M          | 44   | Scarico (5°)                       | 5        |       |
| Ritirato | 12 | Olivier Panis         | BAR - Honda        | B          | 44   | Acceleratore (11°)                 | 12       |       |
| Ritirato | 17 | Pedro de la Rosa      | Jaguar - Ford      | M          | 30   | Semiasse (13°)                     | 21       |       |
| Ritirato | 24 | Mika Salo             | Toyota             | M          | 26   | Elettronica (17°)                  | 16       |       |
| Ritirato | 20 | Heinz-Harald Frentzen | Arrows - Cosworth  | B          | 25   | Iniettori (9°)                     | 13       |       |
| Ritirato | 9  | Giancarlo Fisichella  | Jordan - Honda     | B          | 19   | Impianto idraulico (16°)           | 15       |       |
| Ritirato | 10 | Takuma Satō           | Jordan - Honda     | B          | 5    | Cambio (20°)                       | 14       |       |
| Ritirato | 25 | Allan McNish          | Toyota             | M          | 0    | Trasmissione                       | 17       |       |

## Classifiche

### Piloti
| Pos. | Pilota             | Punti |
| ---- | ------------------ | ----- |
| 1    | Michael Schumacher | 34    |
| 2    | Ralf Schumacher    | 20    |
| 3    | Juan Pablo Montoya | 17    |
| 4    | Jenson Button      | 8     |
| 5    | Rubens Barrichello | 6     |
| 6    | David Coulthard    | 5     |
| 7    | Kimi Räikkönen     | 4     |
| 8    | Eddie Irvine       | 3     |
| 9    | Mark Webber        | 2     |
| 9    | Nick Heidfeld      | 2     |
| 9    | Mika Salo          | 2     |
| 12   | Felipe Massa       | 1     |

### Costruttori
| Pos. | Team               | Punti |
| ---- | ------------------ | ----- |
| 1    | Ferrari            | 40    |
| 2    | Williams - BMW     | 37    |
| 3    | McLaren - Mercedes | 9     |
| 4    | Renault            | 8     |
| 5    | Jaguar - Ford      | 3     |
| 5    | Sauber - Petronas  | 3     |
| 7    | Minardi - Asiatech | 2     |
| 7    | Toyota             | 2     |